# Кален
Вижте пояснителната страница за други значения на Кален.
Ка̀лен е село в Северозападна България, община Мездра, област Враца.

## География
Село Кален се намира на около 18 km източно от областния център Враца, около 9 km североизточно от общинския център Мездра и около 14 km северозападно от град Роман. Разположено е в Западния Предбалкан, планинския рид Веслец, предимно по северния склон на плитката долина, в която в източния край на селото има началото си река Косматица, ляв приток на река Искър. Надморската височина в центъра на селото е около 493 m, нараства на север до около 540 – 560 m, намалява в източната част на долинното дъно до около 460 m и на югоизток по южния долинен склон отново нараства – до около 510 m.
През село Кален минава третокласният републикански път III-103, водещ на югозапад през селата Горна Кремена и Долна Кремена до Мездра, а на изток през селата Горна Бешовица и Долна Бешовица – към град Роман. В центъра на селото от него се отклонява на североизток общински път до село Цаконица.
Землището на село Кален граничи със землищата на: село Тишевица на север; село Горна Бешовица на североизток и изток; село Цаконица на североизток; село Царевец на юг; село Горна Кремена на запад.
Населението на село Кален, наброявало 819 души при преброяването към 1934 г., намалява до 253 към 1985 г. и 84 (по текущата демографска статистика за населението) към 2020 г.
При преброяването на населението към 1 февруари 2011 г., от обща численост 107 лица, за 105 лица е посочена принадлежност към „българска“ етническа група. Към 2022 г. в Кален живеят 88 души.

## Население
Преброяване на населението през 2011 г.
Численост и дял на етническите групи според преброяването на населението през 2011 г.:
|                     | Численост | Дял (в %) |
| Общо                | 107       | 100,00    |
| Българи             | 105       | 98,13     |
| Турци               | 0         | 0,00      |
| Цигани              | 0         | 0,00      |
| Други               | 0         | 0,00      |
| Не се самоопределят | 0         | 0,00      |
| Неотговорили        | 0         | 0,00      |

## Забележителности
В селото има:
- паметник, построен край пътя за Горна Бешовица от местен дарител в чест на 26-те войници от селото, загинали през Балканската война. открит през 2006 г.[5]
- действащ параклис „Свети Георги Победоносец“, построен на хълма Бахча, осветен през 2014 г.[6]

На площада в селото се намират бившето кметство, пощенската станция, магазин. В селото има и действащо заведение за хранене.

## Транспорт
Всяка сутрин има автобуси до Мездра и до София; спирката се намира срещу паметника на пътя към Горна Бешовица.